# Yoshikazu Nonomura
Yoshikazu Nonomura (野々村 芳和, Nonomura Yoshikazu) est un footballeur japonais né le 8 mai 1972. Il évoluait au poste de milieu de terrain.